# ادیب اسحاق
ادیب اسحاق، نویسنده و شاعر مسیحی و عرب است که سردربیری روزنامه‌های مختلفی را در بیروت و مصر عهده دار بوده‌است.

## سرگذشت
ادیب اسحاق، نویسنده، شاعر و روزنامه‌نگار عرب‌تبار و مسیحی است که در فیحاء از توابع دمشق در کشور سوریه امروزی به دنیا آمده‌است. وی تحصیلات مقدماتی را در مدرسه عازاریین دمشق گذراند و در همانجا زبان فرانسه آموخت. سوی از همان دوران کودکی به شعر علاقه نشان‌داد و شعر سرود؛ وی به جهت مشکلات مالی خانواده تحصیل را رها کرد و با دستمزدی اندک، در گمرک دمشق مشغول کار شد. وی در این دوران دست از مطالعه بر نداشت و در هر فرصت پیش‌آمده به مطالعه آثار ادبی و سرودن شعر می‌پرداخت. وی در این دوره زبان ترکی را آموخت. وی در بعدها به بیروت رفت و در اداره پست بیروت مشغول به کار شد. محیط ادبی بیروت، زمینه‌ای مناسب برای فعالیت‌های علمی و فرهنگی وی شد و از این رو با آشنایی چن تن از روزنامه‌نگاران و ادیبان بیروت همچون ابراهیم یارجی، احمد فارس شدیاق، خلیل خوری و پطرس بستانی، توانست در مدت زمانی اندک، سردبیری روزنامه ثمرات الفنون را عهده‌دار گردد. وی در این مدت با روزنامه التقدم نیز همکاری داشت. وی بعدها از سردبیری روزنامه ثمرات الفنون دست کشیده و سردبیر روزنامه التقدم شد. وی در روزنامه تقدم، با درج مطالب سیاسی، توجه سیاستمداران را به خود جلب کرد و سبب شد تا هیاهوهایی در خصوص وی و روزنامه او برپا شود. وی بعدها به عضویت انجمن زهرة الاداب (تاسیس شده ۱۸۷۳ میلادی) درآمد و توانست ریاست آن انجمن را عهده‌دار شود.
وی توانست توسط سلیم خوزی، کتاب آثار الادهار را منتشر سازد و نزهة الاحداثق فی مصارع العشاق را در همین دوران نوشت. وی به پیشنهاد سرکنسول فرانسه در بیروت، رمان اندروماک را ترجمه کرد و با همکاری هنرمندان بیروتی آن را روی صحنه برد و درآمدش را صرف امور خیره کرد. وی در سال ۱۸۷۶ در زمان حکومت خدیو اسماعیل به اسکندریه رفت و با همکاری سلیم نقاش، نمایشنامه‌ای را به عربی ترجمه و به روی صحنه برد. پس از اسکندریه به قاهره رفته و با سید جمال الدین اسد آبادی آشنا می‌شود و از مریدان وی می‌گردد. وی به پیشنهاد اسد آبادی، هفته نامه مصر را تاسیس کرد. وی مجدد به اسکندریه بازگشت و در سال ۱۸۷۹ روزنامه مصر الفتاة و در ۱۸۸۰ میلادی، هفته نامه المحروسه را در اسکندریه منتشر کرد. در سال ۱۸۸۲ در نهضت عرابی پاشا در مصر، وی در میان آزادیخواهان میانه رو جای گرفت ولی با نهضت به مخالفت پرداخت. وی سردبیری روزنامه التقدم را مجدد عهده دار شد. در سال ۱۸۸۴ بیماری اش شدت گرفت و به دستور پزشکان به مصر رفت و از آنجا بیروت رفته و در آنجا درگذشت. سال وفاتش را ۱۸۸۵ میلادی گزارش کرده‌اند.